# Cine Alhambra
|  | Per a altres significats, vegeu «Cinema Alhambra (la Garriga)». |

El Cine Alhambra va ser una sala d'exhibició cinematogràfica ubicada al carrer Llobregat número 4, cantonada amb la carretera de Collblanc, al barri del mateix nom de L'Hospitalet de Llobregat. Es tracta del primer cine inaugurat a la ciutat com a sonor des dels seus inicis. Va ser propietat d'Antònia Estruch Sardà, qui al 21 de gener de 1931 va demanar permís municipal per construir-lo. La memòria adjunta a la sol·licitud i els plànols de l'edifici, especificaven que el cine constava de platea i amfiteatre, així com d'un magatzem subterrani i lavabos a totes dues plantes. La sala posseïa 500 butaques preferents i 200 de generals, els preus de les quals eren de 40 i 60 cèntims respectivament.
Uns anys més tard, Antònia Estruch va vendre l'edifici del cinema a Vicenç Tarrazón i Josep Balañá, empresaris del sector, propietaris del Cine Romero, també a l'Hospitalet.
Durant els anys de la guerra civil, el cinema va ser col·lectivitzat, i es va convertir en la seu a l'Hospitalet del Sindicat de la Indústria de l'Espectacle Públic, secció de l'anarco-sindicalista CNT-AIT.
Un cop acabada la guerra, i recuperada la propietat del local per part de la parella Tarrazón-Balañá, es van fer petites reformes per tal d'adequar el cinema. Tot i això, la crisi i la competència del Cine Continental, ubicat a la mateixa Carretera de Collblanc, va obligar el cine a tancar el 15 de novembre de 1987.
Després d'anys tancat sense cap ús, l'edifici va ser enderrocat i actualment el seu espai és part del Parc de la Marquesa.